# Decode
Decode è un brano del gruppo musicale statunitense Paramore, scritto per la colonna sonora del film Twilight insieme ad un altro brano della band, I Caught Myself, e pubblicato come singolo il 16 novembre 2008.
La canzone, scritta dai membri della band Hayley Williams, Josh Farro e Taylor York, è stata candidata ai Grammy Awards 2010 come miglior canzone scritta per un film. È stata candidata nella stessa categoria anche agli MTV Movie Awards 2009, mentre ha vinto il premio come miglior canzone rock ai Teen Choice Awards 2009.

## Pubblicazione
Il brano è stato pubblicato il 3 novembre 2008 nell'album Twilight: Music from the Original Motion Picture Soundtrack accanto a brani di Robert Pattinson, Muse, Linkin Park ed altri. La canzone non compare durante il film ma durante i titoli di coda.

## Descrizione
La cantante del gruppo, Hayley Williams, ha dichiarato:

## Video musicale
Le riprese del video ufficiale per il brano sono iniziate il 13 ottobre 2008 sotto la direzione di Shane Drake, mentre la sua pubblicazione è avvenuta il 3 novembre 2008 in anteprima sui principali canali di MTV. Girato a Nashville, alterna scene della band che suona in una foresta ad alcune scene di Twilight. Il video è stato candidato agli MTV Australia Awards 2009 e agli MTV Video Music Awards 2009 nella categoria Miglior video rock.

## Tracce
CD
1. Decode – 4:22

Download digitale
1. Decode – 4:21
2. Decode (Acoustic) – 4:27

Vinile
1. Paramore - Decode – 4:22
2. The Black Ghosts - Full Moon – 3:51

## Formazione
- Hayley Williams – voce
- Josh Farro – chitarra
- Jeremy Davis – basso
- Zac Farro – batteria

## Classifiche

### Classifiche settimanali
| Classifica (2008-2009)    | Posizione massima |
| ------------------------- | ----------------- |
| Australia                 | 12                |
| Austria                   | 59                |
| Canada                    | 48                |
| Finlandia                 | 9                 |
| Francia                   | 10                |
| Germania                  | 47                |
| Giappone                  | 53                |
| Italia                    | 46                |
| Nuova Zelanda             | 15                |
| Portogallo                | 24                |
| Regno Unito               | 52                |
| Stati Uniti               | 33                |
| Stati Uniti (alternative) | 5                 |
| Stati Uniti (pop)         | 36                |
| Stati Uniti (digital)     | 18                |
| Stati Uniti (radio)       | 52                |
| Svizzera                  | 60                |
| Taiwan                    | 1                 |

### Classifiche di fine anno
| Classifica (2009)         | Posizione |
| ------------------------- | --------- |
| Australia                 | 76        |
| Stati Uniti (alternative) | 21        |
| Stati Uniti (rock)        | 42        |

## Date di pubblicazione
| Paese       | Data             |
| ----------- | ---------------- |
| Stati Uniti | 16 novembre 2008 |
| Europa      | 8 dicembre 2008  |
| Regno Unito | 13 dicembre 2008 |
| Francia     | 30 marzo 2009    |